# Campana JM

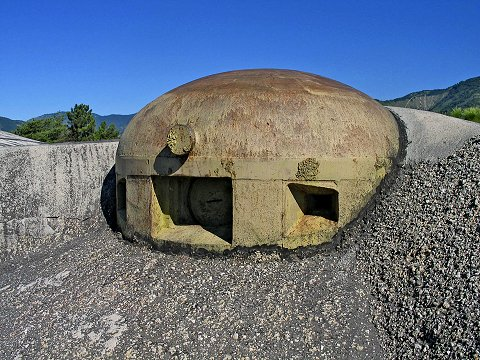
El exterior de una campana JM.

La campana JM es un elemento de la Línea Maginot. Es una cúpula fija de acero como la Campana GFM, pero armada con una batería doble de ametralladoras pesadas, al contrario de las ametralladoras ligeras empleadas en la GFM. Hay 179 campanas JM en la Línea Maginot.
JM es el acrónimo de Jumelage de Mitrailleuses (ametralladoras gemelas, en francés). Aunque las ametralladoras pesadas MAC 31 tenían el mismo calibre (7,5 mm) que las ametralladoras ligeras empleadas en la GFM, su alcance efectivo era de 1.200 m y su alcance máximo era de 4.900 m, con una cadencia de 500 disparos/minuto.

## Descripción

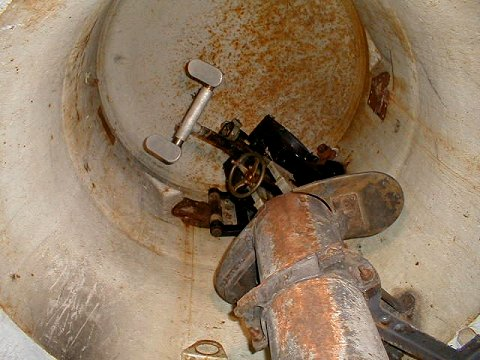
El interior de una campana JM equipada con una batería doble de ametralladoras.

La campana JM se parece mucho a la GFM en lo que a tamaño y construcción respecta. Existe en tres versiones, todas denominadas Modelo 1930: pequeña, grande y para dos hombres. Las campanas JM tienen una sola tronera, que está flanqueada a cada lado por mirillas de observación trapezoidales. Su parte posterior frecuentemente se apoyaba en un parapeto cubierto de concreto, que ofrecía cobertura adicional y reducía su proeminencia.

## Campana AM
La campana AM (Arme Mixte; arma mixta, en francés), Modelo 1934, podía emplear un cañón antitanque de 25 mm y dos ametralladoras que iban montados en un afuste especial, en dos troneras. Se podía obturar la tronera que no se utilizaba. La campana AM tuvo dos versiones: una grande y una pequeña. Se instalaron 72 campanas AM solamente en las fortificaciones Nuevos Frentes.

## Conversiones AM
Diez campanas JM fueron modificadas para aceptar un cañón antitanque de 25 mm con caña corta en lugar de la batería doble de ametralladoras. Las modificaciones se hicieron en 1940, en varias fortificaciones del noreste.